# بوفيريا باسيانا
البوفيريا باسيانا هو فطر ينمو بشكل طبيعي في التربة في جميع أنحاء العالم ويعمل كطفيلي على أنواع مختلفة من المفصليات، فيسبب لها مرض المسكاردين الأبيض؛ وبالتالي فهو ينتمي إلى الفطريات الممرضة للحشرات. يستخدم الفطر كمبيد حشري بيولوجي لمكافحة عدد من الآفات بما في ذلك النمل الأبيض، هدبيات الأجنحة، الذبابيات البيضاء، حشرات المن والخنافس المختلفة. ويجري التحقيق في استخدامه في مكافحة بق الفراش والبعوض الناقل للملاريا.